# 雷射化學
雷射化学（Laser Chemistry）是探討雷射和化學有關的領域及理論。有些化學反應會產生雷射（化學雷射或準分子雷射），雷射可以用在分析化學、有機化學上，研究一些化學結構或是化學反應中產生的自由基，雷射也可以啟動一些化學反應，或是改變一些化學反應的特性，例如在有機化學上，若要將無官能基的烷類上加上官能基，要將其經過雷射，搭配ROOR，產生自由基，同時加溴（Br2），就會接上溴，以便進行其他反應，如消除反應、取代反應等。
雷射化學的主要分支有：
- 雷射同位素分離
- 用雷射製造高純度物質
- 雷射合成
- 雷射立体光刻造型